# Adelia María
Adelia María es una localidad  en el departamento Río Cuarto (provincia de Córdoba), Argentina.
Dista 320 km, hacia el sur, de la ciudad de Córdoba, y 618 km, al oeste, de la capital del país.
La principal fuente de ingreso es la agricultura. Existen además, plantas de acopio de cereales, un molino harinero y una Agencia de Extensión Rural del INTA (Instituto Nacional de Tecnología Agropecuaria).

## Historia
Surge a la vida nacional por iniciativa del Ferrocarril Buenos Aires al Pacífico con la administración de la compañía Franklin & Herrera Ltda. en el año 1928, cuando las florecientes colonias agrícolas, llevan a la construcción del nuevo ramal. Una mujer, Adelia María Harilaos de Olmos, dona a la Empresa de ferrocarril, los terrenos por donde pasarán las vías férreas y construirán las estaciones. Inmediatamente la empresa Ferrocarriles Argentinos al Pacífico, compra además, 34 000 ha de la estancia Santa Catalina para colonizar.
Por disposición gubernamental, la empresa Franklin & Herrera Ltda., debe lotear, para asiento de una población, un predio de su propiedad frente a la estación, debiendo asimismo ceder una manzana para espacio verde y parcelas para construir una escuela y un destacamento policial. Los terrenos próximos a la estación son vendidos a 2 pesos el metro cuadrado, y los demás a 0.60 pesos el metro cuadrado. El plazo de pago era de 3 años con el 6 % anual sobre saldo. Pero, en algunos casos, tendrían que dar prórroga a algunos compradores que no pueden cumplir con sus compromisos.[cita requerida]
Este loteo dio origen al pueblo del «km 100 y medio».
Este pueblo cuenta con tres escuelas secundarias: IPEM 292, Instituto Adelia María y el Colegio Secundario para Adultos CENMA N.º 298. También tiene cuatro escuelas de nivel primario: Centro Educativo Adelia María de Olmos, Centro Educativo Bernardino Rivadavia, Centro Educativo General San Martín y el Colegio Primario para Adultos CENPA N.º 12, además de la escuela especial Wendy Mireille Córdoba. El CENMA y el CENPA funcionan por la noche en la Escuela Adelia María de Olmos, mientras que ésta funciona por la tarde y por la mañana.

## Población
En el año 2022 contaba con 7960 habitantes (Indec, 2022), lo que representó un incremento del 2,8% frente a los 7739 habitantes (Indec, 2010).
| Gráfica de evolución demográfica de Adelia María entre 1991 y 2022 |
|                                                                    |
| Fuente: Censos nacionales del INDEC                                |

## Parroquias de la Iglesia católica en Adelia María
| Diócesis  | Villa de la Concepción del Río Cuarto |
| --------- | ------------------------------------- |
| Parroquia | Nuestra Señora de la Merced           |

## Turismo
- Estación Adelia María
- Club Atlético Adelia María
- Club Deportivo Municipal